# Asghar Golizadeh
Asghar Golizadeh (persisch اصغر گلی‌زاده; * 29. Juli 1991 in Täbris) ist ein iranischer Schachspieler.
Er spielte für Iran bei drei Schacholympiaden: 2010 bis 2014. Außerdem nahm er zweimal an den asiatischen Mannschaftsmeisterschaften (2012 und 2014) teil.
Im Jahre 2010 wurde ihm der Titel Internationaler Meister (IM) verliehen, 2011 der Titel Großmeister (GM).
| Hier fehlt eine Grafik, die leider im Moment aus technischen Gründen nicht angezeigt werden kann. Wir arbeiten daran! |